# Lauxania peregrina
Lauxania peregrina är en tvåvingeart som först beskrevs av Christian Rudolph Wilhelm Wiedemann 1830.  Lauxania peregrina ingår i släktet Lauxania och familjen lövflugor. Inga underarter finns listade i Catalogue of Life.